# Куїнцано-д'Ольйо
Куїнцано-д'Ольйо (італ. Quinzano d'Oglio) — муніципалітет в Італії, у регіоні Ломбардія, провінція Брешія.
Куїнцано-д'Ольйо розташоване на відстані близько 430 км на північний захід від Рима, 65 км на схід від Мілана, 30 км на південний захід від Брешії.
Населення — 6355 осіб (2014).
Щорічний фестиваль відбувається 15 лютого. Покровитель — SS. Faustino e Giovita.

## Демографія
Населення за роками:

Станом на 1 січня 2023 року в муніципалітеті офіційно проживав 791 іноземець з 25 країн, серед них 59 громадян країн Євросоюзу та 33 громадяни України.

## Сусідні муніципалітети
- Бордолано
- Борго-Сан-Джакомо
- Кастельвісконті
- Веролануова
- Веролавеккія